# Splendrillia hedleyi
Splendrillia hedleyi é uma espécie de gastrópode do gênero Splendrillia, pertencente a família Drilliidae.